# Николићи са Чева
Николићи са Чева су породично презиме и братство из Катунске нахије старо 8 вијекова, чији су припадници били бројне истакнуте личности.

## Поријекло
Племе и крај Озринићи у Катунској нахији, Стара Црна Гора, је добило име по Озру који је по предању са својом породицом у Стару Црну Гору дошао са планине Озрен у Босни и Херцеговини. Као и Петровићи Његоши, Озро његова браћа Васо, Пипо, Красо и Хото су са сјевера Босне и Херцеговине дошли у Црну Гору у истом миграционом периоду током XIII вијека. Касније се ова територија назива Чево по истоименом мјесту.

## Драгојевићи из Озринића
Од Кнеза Драгоја Озринића, Озровог потомка из XV вијека воде поријекло, Николићи, Вукотићи, Дамјановићи, Вујовићи, Ђукановићи, Драшковићи, Бурићи, Радуловићи (Комани) и Марковићи (Љешанска нахија). Драгоје је имао титулу кнеза и спахије и помиње се у више докумената которског и дубровачког Архива. Организовао је трупе својих братственика и ратовао на страни Млетачке републике против Османског царства. Остало је забиљежено да су му Дубровачке власти плаћале порез како би осигурао пролаз њиховим трговцима.

## Иван Драгојев (око 1640 — 1692)
Иван Драгојев имао је 2 сина: Николу и Ђукана од којих су настала братства Николић и Ђукановић који су се све до XVIII вијека презивали Ивановић.

## Никола Иванов (1660 — 1696)
У децембру 1696 године десила се на територији Чева једна пљачка и два убиства, о којима млетачке власти у Котору обавјештава Вуко Иванов из Његуша."Неки Илија и Алија Бандерак и Радоје Цуца били су напали два кројача из Подгорице и отели им 15 дубровачких дуката, онда су наишли неки Озринићи, који су нападнуте узели у заштиту, нападачима је ишао на руку и неки Вулиша Краљевић. У том сукобу Бандерак убије Николу Иванова Озринића а онда војвода Драшко Поповић (родоначелник братства Драшковић и лик из Горског вијенца био је стриц Николин) убије Бандерка." Никола Иванов био је родоначелник Братства Николић, имао је 4 сина: Томаша, Пренташа, Којицу и Шћепана.

## Кнез Томаш Николић (1691 — 1751)
Први помен Кнеза Томаша Николића у историјским архивима забиљежен је 1721- као један од присутних црногорских главара на састанку у Прчњу. Након тога на више од 20 мјеста може се наћи његово име у разним писмима, дописима и документима. Предводио је Црногорце у бици на Чеву 1717 године о чему говори и више народних пјесама. Као што је Његош забиљежио у књизи "Огледало српско" Кнез Томаш чувен је и по томе што је погубио и једног од бегова из чувене породице Љубовића из Невесиња.

## Војвода Пеко Павловић Николић (1828. — 4. мај 1903)
Директни потомак Кнеза Томаша је Војвода Пеко Павловић. Пеков отац Павле је био барјактар чевског батаљона, а по њему је Пеко, осим свог презимена Николић, био називан и Павловићем. Његово врсно командовање у Херцеговачком устанку допринијело је побједама црногорске војске у многим биткама. Српска и европска штампа је писала и извјештавала о њему као стратегу и војсковођи. Пековог брата Крста Павловог Николића опјевао је у Јуначком споменику Војвода Мирко Петровић, као саборца Сердара Шћепана.

## Ратко Павловић (1. март 1913. — 26. април 1943)
Народни херој Југославије, Ратко Павловић Ћићко, револуционар и пјесник, учесник Шпанског грађанског рата и Народноослободилачке борбе Југославије. Праунук је Крста Павловог Николића, за вријеме Топличког устанка, 1917. године у Краљевини Србији кућа Павловића у Бериљу је била важно упориште устаника.

## Војин Војо Николић (16. новембар 1914 — 22. октобар 1999)
Народни херој Југославије Војин Николић, учесник је Народноослободилачке борбе, генерал-пуковник ЈНА, друштвено-политички радник СФРЈ.

## Огранак
Огранак чевских Николића у XVII вијеку населио је област источно од Никшића, и по својој постојбини дао име селу Озринићи. Познате личности овог огранка су режисери Живко Николић и Божидар Бота Николић као и пјесник Витомир Вито Николић.